# Intermediazione linguistica
L'intermediazione linguistica è l’atto di interpretare e tradurre tra persone con differenti idiomi e culture e di mediare le interazioni in una varietà di situazioni. È stato definito come una pratica di traduzione informale nei contesti di contatto linguistico e di immigrazione in cui i bambini e gli adolescenti bilingue fungono da traduttori per i membri della loro famiglia, si tratta di un fenomeno in cui i bambini di persone immigrate o rifugiati fungono d intermediari culturali e linguistici, sia per la loro famiglia che per i membri della comunità.
I contesti in cui avviene l'intermediazione sono connessi con le caratteristiche dei mediatori tra cui: lo stato di immigrazione (generalmente i mediatori sono figli di immigrati o immigrati loro stessi), l’età e le dinamiche familiari. Spesso l'intermediazione linguistica ha luogo in contesti più formali come possono essere quelli ospedalieri, degli uffici statali, banche, scuole o negozi, in cui il bambino si trova a mediare per i genitori al fine di permettergli un’interazione efficace. Quanto detto vale chiaramente anche per le dinamiche quotidiane e più informali, che avvengono fuori e dentro casa come fare la spesa o guardare la tv.
L'intermediazione linguistica però non avviene esclusivamente all’interno di dinamiche familiari, infatti se il costrutto viene inteso nella sua accezione più generale di mediazione linguistica tra parti, si comprende come questo possa essere esercitato anche semplicemente tra persone adulte. Per fornire un esempio nello studio di Delgado-Romero si è visto come l'intermediazione linguistica possa essere presente anche nei contesti universitari: gli autori propongono un articolo su mediatori bilingue, come consulenti di salute mentale, i quali si occupano di creare e operare programmi nel contesto universitario per clienti multilingue.
Sebbene possa esserci un intermediario linguistico designato in famiglia, molti genitori parlano e/o capiscono abbastanza l’inglese da essere partecipanti attivi nel processo di traduzione, spesso con conseguente esperienza di intermediazione collaborativa. Per alcune famiglie infatti gli eventi di intermediazione sono fondamentalmente collaborativi, in quanto i membri della famiglia lavorano insieme verso un obiettivo comune.

## Impatto sullo sviluppo

### Sviluppo socio-emotivo
L'effetto dell'intermediazione linguistica sulla salute psicologica del mediatore è stato esplorato meno frequentemente rispetto ad altri outcomes (per esempio i risultati accademici) e la letteratura a riguardo sembra ancora poco chiara. Per quanto concerne gli outcomes socioemozionali, vengono documentati degli esiti positivi soprattutto quando i mediatori linguistici riferiscono di sentirsi felici, orgogliosi e realizzati riguardo alla loro esperienza di intermediazione linguistica. Inoltre i mediatori linguistici, in particolare bambini e adolescenti, segnalano anche altri benefici come una maggiore autostima, autoefficacia e maturità. Tuttavia l’esperienza di intermediazione può essere stressante a causa delle richieste sociali, relazionali e culturali che vengono fatte al mediatore. Una ricerca del 2006 ha scoperto che l'intermediazione era associata a comportamenti di internalizzazione, come ansia, depressione e ritiro, tra gli adolescenti coreani e cinesi immigrati negli Stati Uniti. Lo stress può verificarsi se gli intermediari linguistici non capiscono il contenuto che gli viene chiesto di tradurre o se sentono la pressione delle aspettative degli adulti all'interno della sessione di intermediazione. Inoltre la frequenza e il peso dell'intermediazione possono essere un fattore importante nell’associazione a esiti psicologici negativi. Love e Buriel ad esempio hanno trovato una correlazione positiva tra la depressione e il numero di persone per le quali un bambino fa da intermediario. Anche il contesto in cui viene esercitata l’intermediazione linguistica ha degli effetti sulla salute psicologica del broker: nel contesto sanitario il ruolo dell’intermediario risulta essere più impegnativo quando per esempio bisogna tradurre le informazioni mediche ai familiari, inoltre ci si trova ad affrontare la frustrazione del non saper tradurre termini medici. Gli intermediari però adottano delle strategie di coping molto efficaci per far fronte a queste situazioni di difficoltà, questo suggerisce che i brokers imparano efficacemente come destreggiarsi ed attivare delle buone strategie anche in contesti molto diversi tra di loro.

### Performance accademica
Per ciò che concerne i risultati accademici, gli studi affermano che i broker che iniziano l'intermediazione linguistica subito dopo il loro arrivo in un nuovo paese possono trarre vantaggio dall'apprendimento della loro nuova lingua più rapidamente di quanto potrebbero altrimenti. Questa ipotesi viene confermata da Tse che esaminando le opinioni e le esperienze di 64 mediatori linguistici adolescenti cinesi e vietnamiti, trovò che la maggioranza del campione riteneva che agire come broker avesse migliorato la padronanza sia della propria lingua madre che di quella nuova. L'intermediazione linguistica migliora anche le abilità metalinguistiche e aiuta a sviluppare ampie capacità di problem solving, che sono anche riconducibili a risultati accademici positivi. Uno studio che ha esaminato il punto di vista degli insegnanti ha riportato che il 77% (campione di 63 insegnanti nel Regno Unito) riteneva che l'intermediazione linguistica aiutasse i bambini ad acquisire abilità comunicative e sociali e il 50% sosteneva che agire come intermediario linguistico aiutasse i bambini a imparare meglio lingue sia native che ospitanti. Più di recente, alcuni ricercatori che hanno studiato un campione di broker linguistici di origini latine (N= 362), hanno sostenuto che l'intermediazione linguistica può prevedere positivamente il rendimento scolastico e le sensazioni di efficacia accademica. Da questo studio risulta che la frequenza e le convinzioni positive sull'intermediazione linguistica predicevano l'autoefficacia accademica, che a sua volta era collegata a un migliore rendimento scolastico. A tal propostito Kam e Lazarevic affermano che la mediazione linguistica è un costrutto multisfaccettato: i risultati positivi infatti dipendono dai sentimenti dei giovani intermediari riguardo all’intermediazione linguistica, quanto normale la percepiscono e dalla loro relazione con l’adulto per cui fanno da intermediario. D’altra parte Umaña-Taylor suggeriscono che l'intermediazione linguistica può limitare il tempo e le opportunità per i bambini di sviluppare abilità accademiche. Sembra però che i risultati accademici, compreso il concetto di sé accademico, siano anche legati alla complessità del compito di mediazione linguistica. Situazioni ad alto rischio sembrano collegati a risultati accademici inferiori, mentre situazioni quotidiane sembrano collegate a risultati accademici più elevati.

### Capacità relazionali
Alcuni studi sul language brokering sostengono che l'intermediazione linguistica per un genitore potrebbe rafforzare il legame tra genitore-figlio nelle famiglie latine (DeMent e Buriel 1999). Allo stesso modo, è stato scoperto che per i bambini cinesi-americani, il language brokering era collegato a un maggiore senso di orgoglio nell'aiutare la propria famiglia. Questo sembrerebbe rafforzare la relazione genitore-figlio perché i bambini acquisiscono una comprensione e un apprezzamento più profondi dei loro genitori rispetto ai bambini che non sono broker (Hall & Sham 1998). Il language brokering infatti sembra essere associato a un miglior rispetto per almeno uno dei due genitori e a una maggiore empatia. A tal proposito molti dei mediatori hanno riferito di essere più consapevoli di coloro che hanno bisogno di aiuto intorno a loro, pur avendo questi effetti positivi nei comportamenti prosociali per la famiglia, l'intermediazione linguistica può avere altri effetti sui comportamenti prosociali (ad esempio, empatia e aiutare gli altri) nelle interazioni al di fuori del sistema familiare (Lopez et al., 2019)

### Problemi comportamentali
Per ciò che concerne gli outcomes comportamentali vi è poca ricerca a riguardo. Uno studio ha evidenziato che i soggetti che mettevano più frequentemente in atto l’intermediazione linguistica presentavano più problemi esternalizzanti. Martinez (2009) e colleghi hanno invece scoperto che i contesti di intermediazione linguistica più elevati (ovvero quando il bambino traduceva per più persone) erano significativamente associati alla probabilità di utilizzare sostanze come alcol e tabacco). Inoltre Orellana e Guan (2015) hanno mostrato che un maggiore uso di sostanze, nonché una minore autostima, erano più evidenti tra i broker che nutrivano sentimenti negativi nei confronti dell'intermediazione rispetto a quelli che provavano sentimenti positivi nei suoi confronti. Sembra dunque che la probabilità di mettere in atto dei comportamenti disfunzionali e nocivi per la salute dipenda dalla frequenza, dalla difficoltà del contesto e dai sentimenti che i soggetti nutrono nei confronti dell’esperienza di intermediazione linguistica.

### Sviluppo linguistico
è stato possibile dimostrare un rapido sviluppo linguistico in base alla velocità con cui i bambini iniziano a praticare il language brokering (mediazione linguistica) e alla difficoltà dei testi tradotti. È stato infatti confermato da Malakoff e Hakuta (1991) grazie alla perfezione delle traduzioni effettuate e successivamente alle dichiarazioni dei mediatori stessi, i quali affermarono di aver imparato la lingua inglese grazie al loro ruolo di mediatori, mantenendo al tempo stesso la lingua materna (Tse, 1994a; Tse e McQuillan, 1994b). L’acquisizione più rapida della lingua da parte dei figli rispetto ai genitori si dimostra essere dovuta ad un’esposizione continua alla stessa sia a scuola che con il gruppo di coetanei. Per quanto riguarda il campo semantico, i mediatori sono in grado di comprendere strutture semantiche di lingue differenti dalla propria (López et al., 2017; López & Vaid, 2018b; Vaid, Chen, & Manzano, 2006). Sono stati effettuati ad esempio studi sulla comprensione di barzellette, di parole ambigue e di tecnicismi linguistici (linguaggio medico, scientifico; Katz, 2014), riportando esiti di comprensione pari ad individui madrelingua. Il fenomeno di Language Brokering aiuta inoltre a distinguere tra i significati letterari e figurati e a comprendere i modi di dire nelle altre lingue (es. “kick the bucket” che vuol dire letteralmente “calciare il secchio”, ma in inglese la si usa per riferirsi alla morte di qualcuno (to die).

### Capacità cognitive
è stato osservato da una parte che il fenomeno di Language Brokering sia in grado di potenziare la flessibilità cognitiva (Rainey et al.), ma dall’altra che questo possa avere un impatto negativo sulle abilità cognitive quando percepito come fattore stressante. Sono stati condotti diversi studi sul pensiero divergente dei bambini mediatori e sul loro potenziale creativo, attraverso l’esecuzione del Remote Associates Test (RAT). Chi pratica il Language Brokering è solitamente più incline a risolvere problemi del RAT, dimostrando così una maggiore creatività di pensiero. Ciò è dimostrato inoltre dal fatto che quando si trovano in situazioni in cui sono incapaci di tradurre una determinata frase o parola, utilizzano processi creativi di traduzione.

### Identità culturale
è stata dimostrata una relazione indirettamente proporzionale tra senso di identità culturale e mediazione linguistica: ad una maggiore richiesta di mediazione corrisponde un minore senso di identità culturale. Un esempio di situazione disagevole è quando la famiglia si ritrova in una situazione stressante nella nuova cultura si parla di “acculturative stress”, dove diventa fondamentale il ruolo del mediatore. Oltre che di bilinguismo si può parlare anche di biculturalismo, intendendo così l’acquisizione e comprensione di una nuova cultura e il mantenimento al tempo stesso della cultura di appartenenza, così come si parla di “cultural brokering”, ossia l’atto di mediare tra la nuova cultura e quella di appartenenza all’interno della famiglia. Il language brokering si può inoltre inserire all’interno delle teorie che riguardano l’intergenerational acculturation gap (divario di acculturazione), secondo cui bambini e adulti si acculturano in momenti differenti.

### Relazione con i genitori
Le relazioni problematiche genitore-figlio sono spesso associate a sentimenti negativi del mediatore dovuti al carico di responsabilità datogli dai genitori. Alcuni studi svolti su famiglie latinoamericane sostengono invece che il ruolo di mediatore possa migliorare la relazione genitore-figlio, allo stesso modo bambini cino-americani provavano grande orgoglio nell’aiutare la propria famiglia, rafforzando così il rapporto genitore-figlio: si verifica infatti una maggiore comprensione e apprezzamento dei genitori rispetto ai non mediatori. Vi è una relazione diretta tra language brokering e genitorialità: maggiore è la pratica, più elevato è lo stress e i sentimenti di inefficacia e depressione provati dai genitori e di adattamento del bambino. Il language brokering porta spesso ad una dipendenza dai figli da parte dei genitori, per poter comunicare nel nuovo contesto, prendere decisioni (Umaña-Taylor, 2003; Valenzuela,1999) ed assumere il ruolo protettivo nella famiglia, rischiando così un’inversione genitoriale (o genitorializzazione). Tra l’altro il language brokering è stato associato ad un minore elogio e supporto genitoriale, causando spesso stress e depressione.

## Modelli e prospettive teoriche con cui è stato studiato il costrutto

### Prospettiva dello stress
La prospettiva che vede la mediazione linguistica come uno stimolo stressante e che predispone chi la mette in atto a esiti di sviluppo negativi (depressione, distress), è quella che ha avuto maggior seguito tra i ricercatori negli ultimi vent’anni. I giovani mediatori spesso si trovano in contesti comunicativi complessi a maneggiare contenuti da adulti, inadeguati per il loro stadio di sviluppo. In queste situazioni inoltre dovrà prendere decisioni che avranno un impatto sul benessere dei suoi famigliari. Per di più l’attività di mediazione può togliere tempo alle proprie attività (fare i compiti, attività extracurriculari etc.) andando ad aumentare la percezione della mediazione come fattore stressante da parte del ragazzo. Secondo laGeneral strain theory lo stress è provocato da tre condizioni possibili: quando non si è in grado di raggiungere un obiettivo, quando viene introdotto uno stimolo negativo, quando viene rimosso uno stimolo desiderato. Applicando questo modello alla mediazione linguistica si può ipotizzare tre modi in cui quest’ultima può divenire una fonte di stress per il giovane mediatore. Nel caso sia incapace di comprendere quello che sta interpretando in quel momento, le mediazione potrebbe divenire uno stressor in quanto impedisce al mediatore di raggiungere l’obiettivo, cioè quello di assistere un famigliare. Oppure potrebbe ritrovarsi dinanzi uno stimolo negativo, come venire a conoscenza di aspetti delicati della propria famiglia (es. problemi di salute). Infine, la fiducia in sé stessi che può vacillare nel corso di queste esperienze e poi diminuire, potrebbe essere considerato come la privazione di uno “stimolo desiderato”.

### Prospettiva dell’impatto negativo nella relazione genitori-figlio
È emerso dalle ricerche come la mediazione linguistica possa essere associata a conflitti famigliari e disaccordi. È stata data particolare importanza, in molti studi, al fenomeno della parentificazione, in cui il figlio si assume responsabilità e svolge compiti non adatti alla sua età. I genitori così facendo dipendono dal figlio affidandogli il proprio potere. Interpretando questo fenomeno secondo la teoria dei ruoli, il conflitto che si genererebbe in queste famiglie è legato ad una discordanza nelle aspettative sui ruoli all’interno dei membri della famiglia. Generalmente, infatti, le famiglie si organizzano in una struttura gerarchica di ruoli, dalla posizione in questa gerarchia dipende il proprio ruolo e di conseguenza vi sono delle aspettative sui comportamenti che il membro famigliare in quel determinato ruolo deve mettere in atto. La mediazione linguistica svolta dai figli mette in crisi i ruoli all’interno della famiglia. I figli attraverso l’attività di mediazione linguistica acquisiscono maggior autorità e potere di quanto non si aspetterebbe dal loro ruolo di figli e conducono le interazioni sociali al di fuori della casa, attività che dovrebbe essere riservata ai genitori. Porta perciò a un invertimento di ruoli e quindi a conflitti legati ad essi.

### Prospettiva dello script indipendenza/interdipendenza
Questo approccio a differenza dei due presentati precedentemente vede il comportamento di mediazione come un modo “normale” in cui i giovani membri della famiglia contribuiscono al successo di essa. In questa concezione i ragazzi mantengono una percezione dei genitori come figure autoritarie. I giovani mediatori difatti partecipavano alle decisioni, ma non sono loro a prenderle autonomamente, la responsabilità ricade comunque sulle figure genitoriali. Quindi genitori e figli lavorano come un team per scegliere ciò che è meglio per la famiglia. Negli ultimi tempi i ricercatori hanno suggerito che la percezione della mediazione linguistica da parte dei figli come forma di parentificazione è in realtà fortemente influenzata da una visione occidentale dello sviluppo. Secondo quest’ultima avere più responsabilità in età precoce ai fini di aiutare la propria famiglia, potrebbe minacciare lo sviluppo tipico del ragazzo obbligandolo a divenire indipendente prematuramente. Invece per alcuni gruppi etnici la mediazione linguistica potrebbe in realtà essere un segno di interdipendenza con la famiglia, in cui i figli svolgono dei compiti per assistere gli altri membri, ed essere un qualcosa di positivo per lo sviluppo dei più giovani. La mediazione linguistica in questa prospettiva può quindi portare ad esiti positivi di sviluppo (aumentata autostima, autoefficacia ed orgoglio).

### Teoria basata sulla traduzione
I ragazzi tramite la mediazione linguistica in questa prospettiva rafforzano le loro abilità linguistiche e cognitive e migliorano le loro performance accademiche. Poiché i ragazzi fanno mediazione in contesti anche complicati (medico, scuola, istituzioni) possono sviluppare in essi capacità linguistiche e cognitive simili a quelle valutate nel contesto educativo. Infatti, durante la mediazione vanno incontro a elaborati processi mentali come: identificare il vocabolario del messaggio originale, comprendere il significato di esso, adattarlo all’altra lingua e valutare se il messaggio riformulato è stato efficace nell’altra lingua. 

### Teoria unificata della mediazione linguistica
In questo modello vengono identificati i predittori dei sentimenti riguardo alla mediazione linguistica, rispetto alla percezione normativa di essa e l’autoefficacia del soggetto in quest’attività specifica. Nel modello i fattori presi in considerazione sono: difficoltà linguistiche, identificazione etnica, il livello di acculturazione e alcuni aspetti demografici (età, genere, ordine di nascita). Inoltre la percezione della mediazione, i sentimenti riguardo alla mediazione, l’autoefficacia del soggetto in essa sono poi associati alla percezione di stress, alla parentificazione, alla qualità della relazione genitori-figli, alle capacità cognitive e linguistiche che a loro volta influenzano gli esiti di sviluppo (comportamenti a rischio, performance accademica, empatia, autostima etc.). Un esempio potrebbe essere il caso in cui un ragazzo ha difficoltà nella nuova lingua e di conseguenza tenderà a fare meno mediazione linguistica e a sviluppare sentimenti negativi verso la mediazione, iniziando a considerarla come un qualcosa di anormale e si sentirà meno efficace nel mediare linguisticamente. Tutto ciò porterà il ragazzo a un maggior stress e a una maggior parentificazione e a una relazione con i genitori conflittuale, potendo inoltre beneficiare meno dell’impatto positivo che la mediazione linguistica può avere sulle capacità cognitive e linguistiche. Quanto appena detto potrebbe poi portare a maggiori problemi comportamentali (uso di sostanze, fumo etc.) a peggiori esiti scolastici e a problemi a livello di autostima, autoefficacia ecc. In questo modello inoltre viene incluso come l’ambiente possa rendere l’esperienza di mediazione linguistica più o meno sfidante per il ragazzo. Infatti si deve tener conto dell’impatto di fattori legati alla famiglia e alla comunità, come la condizione lavorativa della famiglia, le loro capacità linguistiche nel paese ospitante, la densità etnica e le condizioni economiche del quartiere in cui si vive. Nello studio di Jones (2012) vengono indagati questi fattori e si è visto come problemi economici in famiglia portino a una maggior pressione sul figlio affinché svolga la sua funzione da mediatore, che era conduceva poi a un maggior disaccordo famigliare e a malessere emotivo. Inoltre, vi era una maggior attività di mediazione nei bambini che vivevano in enclavi etniche (concentrazione di famiglie con una determinata etnia diversa da quella del paese ospitante), rispetto a coloro che vivevano in quartieri con meno famiglie appartenenti al proprio gruppo etnico.